# Honrado Concejo de la Mesta
La Mesta (nome completo in spagnolo: Honrado Concejo de la Mesta, "Onorato Consiglio della Mesta") era una potente associazione di proprietari di ovini nel regno medievale di Castiglia, fondata ufficialmente nel 1273 e soppressa nel 1836.
L'allevamento delle pecore era transumante, e le greggi venivano fatte migrare dai pascoli dell'Estremadura e dell'Andalusia alla Castiglia e viceversa a seconda della stagione.
La terra di nessuno (larga fino a 100 km) tra la Spagna cristiana e quella occupata dai Mori era troppo rischiosa perché si affermasse un'agricoltura stanziale ed era sfruttata solo dai pastori. Una volta che la terra fu riconquistata dagli spagnoli, iniziarono a stanziarvisi coloni e agricoltori e si moltiplicarono le controversie con i pastori transumanti.
La Mesta può essere considerata come la prima e più potente associazione di proprietari agricoli dell'Europa medievale. L'esportazione della lana merino arricchì i membri della Mesta, appartenenti alla nobiltà e all'alto clero, che avevano acquisito dai re di Castiglia numerosi privilegi ed onori nel corso del processo della Reconquista. Spesso la Mesta agì con l'indipendenza e il potere di una vera e propria lobby ante litteram.
Ancora oggi, anche se le greggi sono ormai completamente trasportati via treno, le cañadas (le tradizionali vie di passaggio per le pecore) sono legalmente protette dall'occupazione o dall'ostruzione. Alcune strade di Madrid sono ancora parte del sistema delle cañadas e in esse sono ancora organizzati trasporti di greggi, che sono fatti passare attraverso la città per ricordare la vecchia pastorizia.
Sul modello della Mesta, gli Aragonesi istituirono la Regia dogana della mena delle pecore di Puglia.

## Etimologia
La parola deriva dal latino "mixta", nella locuzione latina "animalia mixta" (animali misti), che designava i capi di bestiame privi di padroni noti. Il raggruppamento delle bestie da attribuire finì per indicare metonimicamente l'unione dei pastori a cui vennero inizialmente attribuite. 
La stessa parola è alla base dell'etimologia della razza di cavalli chiamata mustang, in spagnolo mesteño ("misto", nel senso etimologico di "senza proprietario").